# Tellin
Tellin är en kommun i Belgien.   Den ligger i provinsen Luxemburg och regionen Vallonien, i den sydöstra delen av landet, 110 km sydost om huvudstaden Bryssel. Antalet invånare är 2 485.
I omgivningarna runt Tellin växer i huvudsak blandskog. Runt Tellin är det ganska glesbefolkat, med 47 invånare per kvadratkilometer.